# 坂井誠一
坂井 誠一（さかい せいいち、1915年10月27日 - 2004年3月30日）は、日本の日本史学者。

## 経歴
富山県生まれ。1938年東京帝国大学文学部国史学科卒。1977年「加賀藩改作法の研究」で法政大学文学博士。1950年富山大学助教授、1964年教授、1979年定年退官、名誉教授、上越教育大学教授。弟に名古屋高裁長官・坂井芳雄（1920-1998）。

## 著書
- 『牛ケ首用水史』牛ケ首用水市町村組合 1952
- 『遍歴の武家 蜷川氏の歴史的研究』吉川弘文館 1963
- 『富山県の歴史』山川出版社 県史シリーズ 1970
- 『富山藩 加賀支藩十万石の運命』巧玄出版 1974
- 『加賀藩改作法の研究』清文堂出版 1978

### 編共著
- 『山田新田用水史』編著 山田新田用水土地改良区 1964
- 『近世越中の社会経済構造』編 名著出版 地方史研究叢書 1975
- 『わが町の歴史・富山』編著 文一総合出版 1979
- 『富山県の教育史』高瀬保共編著 思文閣出版 都道府県教育史　1985

## 論文
- <坂井誠一

## 栄典
1988年、勲二等瑞宝章受章。